# NGC 3471
NGC 3471 is een spiraalvormig sterrenstelsel in het sterrenbeeld Grote Beer. Het hemelobject werd op 28 november 1801 ontdekt door de Duits-Britse astronoom William Herschel.

## Synoniemen
- UGC 6064
- MCG 10-16-39
- MK 158
- ZWG 291.18
- IRAS 10560+6147
- PGC 33074